# Ștefan Sevastre
Ștefan Sevastre (n. 2 noiembrie 1926, Nicorești, România – d. 23 decembrie 2017, București, România) a fost un pictor român, Profesor de Pictură reprezentant al abstracționismului geometric.

## Studii si activitate profesionala
- 1945 absolva Liceul Dimitrie Alexandru Sturdza din Tecuci.
- 1951 absolva Facultatea de Arte Plastice N.Grigorescu clasa Jean Alexandru Steriadi
- 1959 – 1962 lucreaza ca Profesor de desen la Scoala Generala 111 George Bacovia, Sector 4, Bucuresti
- 1962 – 1988 lucreaza ca Profesor de pictura la Liceul Nicolae Tonitza, Bucuresti.

## Expoziții personale
- 1964 „Pictura si desen“ / Galeria Galateea, Bucuresti, Expozitie personala.
- 1992 Configuratii si suprematism / Sala Cinemateca, Str. Eforie , Bucuresti, Expozitie personala.
- 1996 Retrospectiva la 70 ani / Galeria Gheorghe Patrascu, Tecuci, Expozitie personala.
- 2006 „Dimensiuni ale abstractului“ (la 80 ani) impreuna cu compozitorul si prietenul Dumitru Capoianu / Galeria Dialog, Bucuresti, Expozitie personala.

## Expoziții de grup
- 1953 „Peisajul“ / Sala Dalles, Bucuresti, Expozitie colectiva (expune pentru prima oara in Bucuresti).
- 1959 Minsk. Participare.
- 1967 „Colocviul international Constantin Brancusi“ / Muzeul de Arta, Bucuresti Sala Kalinderu. Participare.
- 1968 Frankfurt am Main, Praga. Participare.
- 1971 „Festivalul de Arta“ / Cagnes-sur-Mer (Franta). Participare.
- 1974 „Colonia de Pictura“ / Prilep (Macedonia). Participare.
- 1973 „25 ani de arta plastica romaneasca“ / Muzeul National de Arta al Romaniei, Bucuresti. Participare.
- 1977 „Constructii si ambient“ / Galeria Orizont, Bucuresti, Participare.
- 1978 „“Studiu 1“ / Galeriile Bastion, Timisoara. Organizator Paul Gherasim. Participare.
- 1980 „10 artisti romani contemporani“, Chênée (Belgia). Participare.
- 1989 Berlin, Zwikau, Moscova, Sofia. Participare.
- 1990 „Atitudini Dialog“ / Galeria Orizont, Bucuresti, Participare.
- 1991 Malin, Mechelen (Belgia). Participare.
- 1993 „Bizant dupa Bizant“ / Centrul Cultural Roman, Venetia. Participare
- 1993 „Insemne ale pictorului in Geometrie si materie“ / Muzeul Colectiilor de Arta, Bucuresti. Expozitie colectiva.
- 1994 „Orient – Occident“ / Muzeul de Arta, Timisoara. Expozitie colectiva.
- 1994 „Tema“ / Muzeul de Arta Bucuresti. Expozitie colectiva.
- 1995 „Est – West“ Simpozion de arta moderna / Beratzshausen (Germania). Participare.
- 1996 „Konkrete Resultate“ / Gmunden, München, Wörth am Donau, Milano, Abensberg, Budapesta, Bucuresti, Clermont-Ferrand, Bourges. Participare.
- 1997 „Experiment in Arta romaneasca dupa 1960“ / Artexpo, Bucuresti. Participare.
- 1997 „Trei Ipostaze ale Picturalului (Stefan Sevastre, Mihai Horea, Liviu Stoicoviciu) / Galeria Hanul cu Tei, Bucuresti. Participare.
- 1997 „Arta Concreta“ / Muzeul National de Arta al Romaniei, Bucuresti. Participare.
- 1999 „Sacrul in Arta“ / Palatul Parlamentului Romaniei, Bucuresti. Expozitie colectiva.
- 2003 „Salon Municipal“ / Sala Dalles, Bucuresti. Participare.
- 2004 „Salon Municipal“ / Sala Dalles, Bucuresti. Participare.
- 2014 "Invatamantul artistic bucurestean si arta romaneasca dupa 1950" / Muzeul National de Arta Contemporana din Bucuresti.  Participare.

## Activitate curatorială
- 1982 „Geometrie si Sensibilitate“ / Casa Artelor, Sibiu. Curator / Organizator.
- 1985 „Stiinta si Arta“ / Bucuresti. Curator / Organizator.
- 1998 Simpozion de Arta Concreta / Editura Crater, Bucuresti. Curator / Organizator.

## Lucrari de Arta Monumentala
- 1968 „Portrete Istorice“ / Sala Unirii, Alba Iulia (Arta Murala). Proiect si Executie.
- 19?? Hotel Traian / Braila

## Premii și distincții
- 1990 - Premiul de pictură al UAP
- 1999 - Premiul Academiei Române pentru întreaga activitate artistică
- 2001 - Premiul Juriului, Salonul de artă, București
- 1996 - Diploma de Cetățean de Onoare, Municipiul Tecuci

### Decorații
- Ordinul național „Pentru Merit” în grad de Comandor (1 decembrie 2000) „pentru realizări artistice remarcabile și pentru promovarea culturii, de Ziua Națională a României”[2]